# Dodge Charger III
 (octobre 2022).

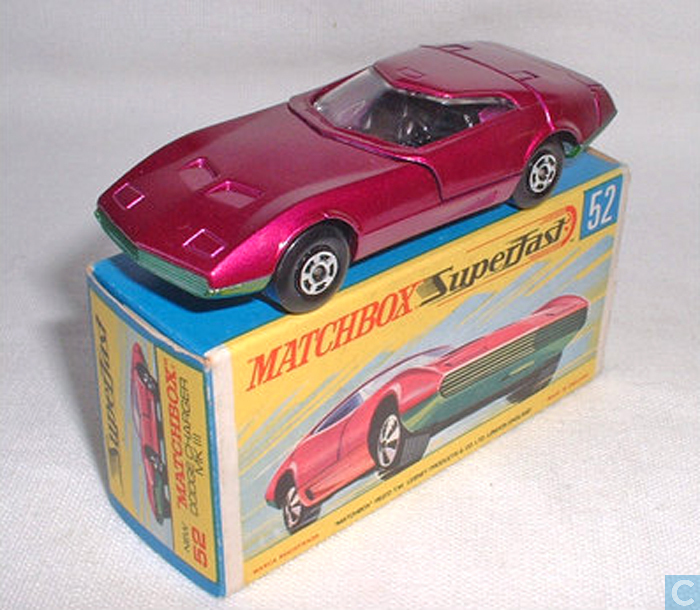
Modèle Matchbox d'une Dodge Charger III.

La Dodge Charger III (ou Charger 3) est un concept car Dodge de 1968.
Faisant 110 cm de haut, 190 cm de large et 470 cm de long au total, la Charger III ressemblait à une Chevrolet Corvette (C3) ou à une voiture Hot Wheels, avec un Kammback prononcé. Elle utilisait des roues de 15 po (38 cm) et des pneus de course Super Stock de 8 po × 15 po (20 cm × 38 cm) à l'avant et 8,2 po × 15 po (21 cm × 38 cm) à l'arrière.
La voiture avait deux places, dans des sièges baquets, sous un auvent rabattable avec fenêtres fixes, soutenue par des entretoises lorsqu'elle était ouverte. Le volant et le tableau de bord se basculent sur le côté pour permettre l'accès, tandis que les sièges peuvent être surélevés et abaissés (de 8 po (20 cm)) pour faciliter l'accès. Le volant et le tableau de bord provenaient d'une Dodge Charger de 1968. L'air était admis dans le cockpit par les évents à la base du pare-brise.
Le compartiment moteur acceptait n'importe quel V8 de Dodge, y compris le 426.
L'échappement sortait par des sorties rectangulaires sous les feux arrière, au centre de la voiture. Le pare-brise était très fortement incliné et le capot avait des bouches d'aération. L'arrière avait une petite porte d'accès à l'extrémité arrière. Les phares sont cachés.
La voiture n'est jamais entrée en production.
La conception de la carrosserie a été utilisée comme Funny Car (en) par Al "Flying Dutchman" Vanderwoude en 1970.

## Dodge Charger III en miniature
Un modèle de la Dodge Charger III a été produit par Lesney Products (en) sous le no 52 de la série Matchbox 1-75 de 1970 à 1975.